# 社会思想社
株式会社社会思想社（しゃかいしそうしゃ）は、かつて東京都文京区本郷に存在していた出版社である。1947年事業開始。1951年に創刊した文庫本の叢書である現代教養文庫を柱に人文・社会系の全集や翻訳も数多く擁していたが、1990年代から経営不振に陥り、2002年6月25日に事業を停止した。

## 歴史

### 創業
河合栄治郎の弟子らによって立ちあげられた社会思想研究会が1947年に出版部門を設けて出版事業を始め、これが社会思想社の母体となった。社会思想研究会出版部として1948年にルース・ベネディクト『菊と刀』、1949年にはアーノルド・J・トインビー『歴史の研究』などを翻訳出版し、事業を軌道に乗せる。1951年には第二次文庫ブームをとらえて、河合栄治郎の教養主義の精神を引き継ぎその普及を目指すべく、現代教養文庫を創刊し、多くの分野・全集・叢書なども内包した同文庫は、以後廃業まで同社の看板となった。1962年に社会思想社と改称。

### 出版社として自立
1962年、社会思想研究会出版部から株式会社社会思想社として独立した。1967年からは、創立20周年記念出版として、『河合栄治郎全集』全23巻と別巻を順次刊行した。1977年にアレックス・ヘイリーのベストセラー『ルーツ』を出版した。1984年からは現代教養文庫のアドベンチャーゲームブックとしてスティーブ・ジャクソンとイアン・リビングストンによるファイティング・ファンタジーシリーズの刊行を開始し、ゲームブックブームを起こした。また、1986年にゲームブックの専門誌として創刊された「ウォーロック」は後のトンネルズ&トロールズやウォーハンマーRPGの紹介などにつながった。1990年にはのちにテレビドラマ化もされたエリス・ピーターズの修道士カドフェルシリーズの翻訳、刊行を始めた。

### 業績悪化から廃業へ
ゲームブックブームの終焉からその後のRPGブームの終焉、さらにバブル景気の崩壊と競合他社の増加などが1990年代前半までに続けざまに起こり、経営が悪化し始めた。1990年代後半からはいわゆる出版不況の煽りも受け、1998年以降は赤字経営が続き、2002年6月に事業を清算することが決まった。負債総額は6億円にのぼっていたとされる。

## 歴代社長
土屋実（1907年-1972年）
東京生まれ。早稲田大学政経学部卒。都立渋谷青少年学校教諭ののち、1949年に社会思想研究会に入り、1953年に社長。
小森田一記（元『中央公論』編集長）（1904年-1988年）
熊本県生まれ。早稲田大学政経学部卒。中央公論社に入り、横浜事件に連座、敗戦で釈放され、1945年に世界評論社を創業、1950年に業務停止、1973年に社長に迎えられる。
宮川安生
廃業時の社長。

## 出版物

### 書籍
- そしおぶっくす
- 現代教養文庫
- ルース・ベネディクト『菊と刀』
- アーノルド・J・トインビー『歴史の研究』全7巻と別巻
- 『河合栄治郎全集』全23巻と別巻

### 雑誌
- 知の考古学
- 季刊社会思想
- 季刊人類学
- ゲームブック・マガジン
- ウォーロック